# Petalocephala perductalis
Petalocephala perductalis är en insektsart som beskrevs av Kirby 1891. Petalocephala perductalis ingår i släktet Petalocephala och familjen dvärgstritar. Inga underarter finns listade i Catalogue of Life.